# Lajia
Lajia (喇家; Lǎjiā) är en arkeologisk utgrävningsplats i Qinghaiprovinsen i Kina, från sen neolitikum. De huvudsakliga fynden vid Lajia hör till Qijiakulturen, och Lajia var kulturens centralort. Qijiakulturens boplats var bebodd från ungefär 2200 till 1900 f.Kr.. I närområdet finns även fynd från Xindiankulturen och Majiayaokulturen. Lajia omnämns som "Kinas Pompeji" eftersom boplatsen är bevarad under översvämningssediment efter en naturkatastrof.
Fyndplatsen finns vid Gula flodens norra strand vid byn Lajia i Guanting köping i Minhe härad i Qinghaiprovinsen. Området söder om Gula floden hör till Gansuprovinsen. 1923 och 1924 gjorde svensken J. G. Andersson arkeologiska undersökningar i området, och från 1999 har 2 500 kvadratmeter grävts ut. Totalt bedöms boplatsen uppta ungefär 200 000 kvadratmeter.
Boplatsen bestod avl hus, men även bosättningar i grottor. Det finns ett litet torg med där det gjordes rituella offer. Under torgets golv finns flera gravar. Artefakter som hittats är keramik, jade och verktyg av sten och ben. Även en stor stenklocka har hittats. Många gravar har hittats, varav några från högt uppsatta personer. En del gravar innehåller gravgods, såsom jade.
Världens äldsta fynd av nudlar har gjorts vid Lajia. Nudlarna, som tillverkades för 4 000 år sedan, gjordes av hirs.

## Förstörelsen
Utmärkande för Lajia är den stora förödelsen som drabbade platsen efter jordbävningen och översvämningen vid Jishiravinen. Vid  boplatsen finns många fynd av katastrofen. Många skelett har hittats i flera rasade byggnader vars positioner visar människor som hjälpte varandra innan de dog, och vissa vuxna dog med barn omfamnade i armarna. Först raserades bosättningen av jordbävningen. Senare översvämmades området när fördämningarna av Gula floden, som uppstod vid jordbävningen, till slut brast ett antal månader senare.

## Datering
Lajia är från sen neolitikum och lämningarna från Qijiakulturens boplats är daterad till ungefär 2200 till 1900 f.Kr..
Mätningar med kol-14-metoden daterar övertäckningen av Lajia efter översvämningen till ungefär 1900 f.Kr..  Mätningar med kol-14-metoden på skelettdelar från mänskliga offer från jordbävningen ger dateringen 1922±28 f.Kr.